# شمالا إلى المستقبل
شمالاً إلى المستقبل : (بالأنجليزية: "North to the Future") هو الشعار الرسمي لولاية ألاسكا، الذي إعتمد في عام 1967 للأحتفال بالذكرى المئوية لشراء ألاسكا. أقامت اللجنة المئوية لألاسكا مسابقة في عام 1963 من أجل التوصل إلى شعار المئوية والشعار الذي من شأنه أن يعبر عن الطابع الفريد لولاية ألاسكا. قاموا بعرض جائزة قدرها 300,00 دولار (والذي يقدر ب 2000 دولار في عام 2010) للفائز. في ديسمبر 1963، أعلنت لجنة أنها قد أختارت أقتراح الصحفي ريتشارد بطرس. ويهدف الشعار لتمثيل ألاسكا بأعتبارها أرض الميعاد.